# Indywidualne Mistrzostwa Polski w Zapasach 1935
11. Mistrzostwa Polski w Zapasach 1935 – zawody sportowe, które odbyły się 16 i 17 marca 1935 w Katowicach.
Mistrzostwa rozegrano w stylu klasycznym.

## Medaliści
| Kategoria:  | Złoto:                                              | Srebro:                                             | Brąz:                                    |
| 58 kg       | Antoni Rokita Rywal Warszawa                        | Paweł Stefan Śląsk                                  | Zygmunt Mianowski Legia Warszawa         |
| 62 kg       | Ryszard Dworok Strzelec Nowy Bytom                  | Marian Świętosławski Krusche-Ender Pabianice        | Jan Konwa Legia Warszawa                 |
| 67 kg       | Piotr Neuff Legia Warszawa                          | Henryk Szlązak Legia Warszawa                       | Oskar Kusz Strzelec Nowy Bytom           |
| 73 kg       | Andrzej Zembrzuski Policyjny Klub Sportowy Warszawa | Zbigniew Szajewski Policyjny Klub Sportowy Warszawa | Władysław Kuligowski Strzelec Nowy Bytom |
| 79 kg       | Jan Gałuszka Sokół II Katowice                      | M. Łukasiewicz Sztekker Poznań                      | Ryszard Błażyca Powstaniec Siemianowice  |
| 87 kg       | Teodor Krysmalski Sokół II Katowice                 | Henryk Hebda Legia Warszawa                         | Eryk Urgacz Sokół II Katowice            |
| ponad 87 kg | Tomasz Gwóźdź Jedność Nowy Bytom                    | Zygmunt Turek Siła Łódź                             | Kazimierz Nigryn Wisła Kraków            |